# 比洽納
比洽納(梵文：Bhiksanapa)，印度大乘密宗人士，八十四成就者之一。

## 簡介
比洽納出身自薩利鋪札的低種姓人家。他身無分文，唯一擁有的就是嘴裡的兩顆牙齒。一日乞食不果，萬分沮喪，有位空行母示現其前，問他在那兒做什麼。比洽納向空行母訴說一切，並祈求能獲得世間一切的方法。空行母向他索要報酬，他便拔下僅有兩齒供養空行母，於是比洽納禪修精進，七年後終得成就，之後四處傳法，教導眾生多年之後，即身進入空行淨土。